# Missionários de Nossa Senhora de La Salette
Os Missionários de Nossa Senhora de La Salette (em latim: Missionarii Dominae Nostrae a La Salette) constituem uma congregação clerical de direito pontifício.

## Histórico
Após a aparição da Virgem a dois jovens pastores, Maximin Giraud (11 anos) e Mélanie Calvat (13 anos) em La Salette em 19 de setembro de 1846 e a sua aprovação em 19 de setembro de 1851 por Philibert de Bruillard, bispo de Grenoble, este último anunciou em 1º de maio de 1852 aos seus diocesanos a fundação de um grande santuário composto por uma igreja e uma hospedaria adjacente e a constituição de padres seculares para servir os peregrinos durante o verão e pregar missões nas paróquias da Diocese de Grenoble no inverno.
Sylvain Marie Giraud, superior geral dos missionários de 1865 a 1876, deu direção decisiva à congregação: prolífico autor espiritual, popularizou a mensagem da aparição e ajudou a fazer de La Salette uma peregrinação internacional. Em 1872, ele escreveu constituições religiosas que submeteu a Justin Paulinier, mas nenhuma ação foi tomada.
Em 29 de janeiro de 1876, Amand-Joseph Fava pediu aos padres que estabelecessem a comunidade sobre bases sólidas e a tornassem uma verdadeira congregação religiosa com constituições e que determinassem a finalidade exata do instituto; os religiosos adotaram a regra desenvolvida pelo Padre Giraud em 1872 fazendo algumas modificações, foi posteriormente modificada em 1879 a pedido da Sagrada Congregação para bispos e regulares.
A congregação obteve o decreto de louvor do Papa Leão XIII em 27 de maio de 1879, depois um decreto de aprovação da Santa Sé em 14 de maio de 1890, suas constituições foram aprovadas definitivamente por Pio X em 29 de janeiro de 1909.
As leis da República anticlerical forçaram-nos a emigrar para os Estados Unidos, Itália, Bélgica e Suíça. Alguns destes assentamentos do final do século XIX se tornarão eles próprios fundadores.

## Atividades e difusão

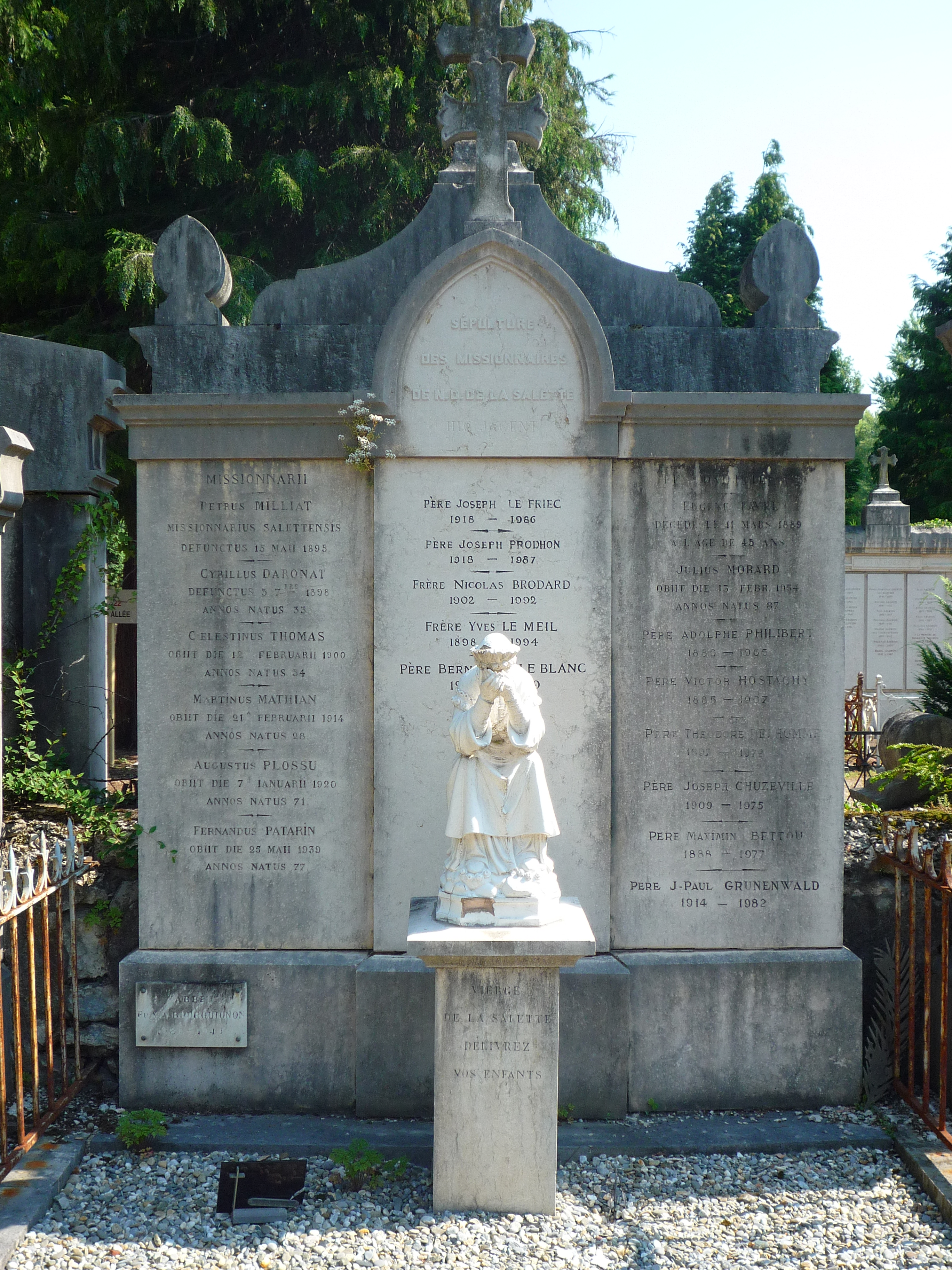
Sepultura dos Missionários de N. S. de La Salette no cemitério de Saint-Roch em Grenoble.

Os Missionários de La Salette dedicam-se à pregação, à formação do clero, à pastoral paroquial e às missões.
- Europa: França, Itália, Polónia, Eslováquia, Suíça, República Checa.
- América: Argentina, Bolívia, Brasil, Canadá, Estados Unidos.
- África: Angola, Madagáscar, Namíbia.
- Ásia: Birmânia, Índia, Filipinas.

A casa geral fica em Roma, na igreja de Notre-Dame-de-La-Salette.
No final de 2005, a congregação contava com 224 casas e 958 religiosos, incluindo 700 sacerdotes.
O Centro Attleboro (Massachusetts, EUA) continua suas atividades missionárias.

## Anexos

### Artigos relacionados
- Nossa Senhora de La Salette